# Villars-et-Villenotte
Villars-et-Villenotte település Franciaországban, Côte-d’Or megyében. Lakosainak száma 168 fő (2022. január 1.). Villars-et-Villenotte Lantilly, Juilly, Massingy-lès-Semur, Pont-et-Massène, Saint-Euphrône és Semur-en-Auxois községekkel határos.

## Népesség
A település népessége az elmúlt években az alábbi módon változott:
| Lakosok száma | 73   | 89   | 137  | 145  | 169  | 178  | 174  | 168  | 167  | 168  |
|               | 1968 | 1982 | 1990 | 2006 | 2013 | 2015 | 2017 | 2019 | 2020 | 2022 |